# Шютце, Теодор Рейнгольд
Теодор Рейнгольд Шютце (12 января 1827, Итерзен — 16 декабря 1897, Грац) — германский юрист и криминалист, работавший также в Дании и Австро-Венгрии, профессор в Копенгагене, Киле и Граце.

## Биография
Теодор Рейнгольд Шютце родился 12 января 1827 года Итерзене. Окончил гимназию в Хадерслеве. С 1846 по 1847 год изучал филологию и право в университете имени Христиана Альбрехта в Киле, в 1848 году изучал политологию в Мюнхенском университете. Во время Датско-прусской войны (1848—1850) он служил лейтенантом в армии Шлезвиг-Гольштейна, в 1851—1853 годах учился в Киле. После габилитации в этом университете начал преподавать там, а в 1855 году стал профессором права в Копенгагене. В 1866 году из-за подписания Венского мира был уволен и временно был без работы, после чего снова поселился в Киле, где стал преподавателем и главным юрисконсультом местной торгово-промышленной палаты. Из-за его сложного политического прошлого у него не было никаких шансов на получение профессорского звания или эквивалентной должности в Пруссии в 1876 году, поэтому последовал призыву Грацского университета Карла и Франца, где стал профессором и в 1885—1886 и затем в 1893—1894 годах был деканом его юридического факультета.
Главнейшие труды его: «Sammlung der das schleswigsche Strafrecht betreffenden Gesetze und Verordnungen» (Копенгаген, 1856); «Die notwendige Teilnahme am Verbrechen» (Лейпциг, 1869); «Lehrbuch d. deutschen Strafrechts» (2-е издание, 1874 и 1877); «Das Staatsbürgerliche Anklagerecht in Strafsachen» (1876). Он также написал множество статей для немецкой юридической энциклопедии Encyklopädie der Rechtswissenschaft.